# FC Vityaz Podolsk
El FC Vityaz Podolsk (del ruso: ФК «Витязь» Подольск) es un club de fútbol ruso de la ciudad de Podolsk, fundado en 1996. El club disputa sus partidos como local en el estadio Trud y juega en la Segunda División de Rusia, el tercer nivel en el sistema de ligas ruso.

## Historia
El club fue fundado en 1996 como un equipo no profesional. El equipo actual se formó en 2000 y en 2001 se convirtió en profesional. El club ascendió desde la zona centro de la Segunda División de Rusia como campeones en la temporada 2007.
El 23 de diciembre de 2009 cedieron su lugar en la Primera División de Rusia debido a dificultades financieras y juegan en la Segunda División de Rusia en 2010. En diciembre de 2010 el Vityaz se fusionó con el FC Avangard Podolsk, y el club resultante fue nombrado, simplemente, Vityaz.
Historial de nombres
- 1996 — PDSK (Podolʹskiy domostroitelʹnyy kombinat)
- 1997 — «Vityaz-Desna»
- 1998 — «Krasnaya gorka-Vityaz»
- 1999 — «Vityaz»

## Jugadores
Actualizado al 6 de septiembre de 2012, según RFS (enlace roto disponible en Internet Archive; véase el historial, la primera versión y la última)..